# Utrechts Blazers Ensemble
Het Utrechts Blazers Ensemble (UBE) is een studentenmuziekensemble uit Utrecht, dat zich richt op het spelen van hedendaagse muziek voor blazers, met een voorkeur voor muziek van Nederlandse componisten.

## Geschiedenis

### Het begin
De aanleiding voor de oprichting van het UBE was het stuk 'Fratsen' van de Nederlandse componist en trombonist Bernard Hunnekink. 'Fratsen' was gecomponeerd ter gelegenheid van de opening van Muziekcentrum Vredenburg in Utrecht. Die opening ging gepaard met een feestweek, en elke avond in die week kwam er een muzieksector aan bod. Zo was er ook een avond voor de Utrechtse amateur harmonie- en fanfare-orkesten en brassbands, en voor die avond was 'Fratsen' gecomponeerd. In de voorbereiding van die feestweek heeft het stuk bij diverse orkesten op de lessenaar gestaan, maar geen van de Utrechtse amateur blaasorkesten wilde (of kon...) het spelen. Het was té 'modern'. Het is op de bedoelde avond dan ook niet uitgevoerd.
Bij een van die Utrechtse amateur blaasorkesten, het Koninklijk Utrechts Dilettanten Orkest (KUDO), speelden een aantal studenten mee die 'Fratsen' wél leuk vonden, en het graag een keer wilden uitvoeren. Zij besloten daartoe met een aantal gelijkgestemden een blaasorkest op te richten.
De eerste repetities vonden plaats in december 1979. De vereniging werd opgericht in het voorjaar van 1980. In de zomer van 1980 sloot het UBE zich aan bij het Koördinerend Orgaan van StudentenMuziekgezelschappen in Utrecht (KOSMU), en in september 1980 vond de eerste uitvoering plaats van 'Fratsen' door het UBE in de grote zaal van Muziekcentrum Vredenburg, in het voorprogramma van Gruppo Sportivo, de slotact van de universitaire introductiedagen dat jaar.

### Dirigenten
- 1980-1985: Leo Samama
- 1985-1995: Jurjen Hempel
- 1995-2005: Paul Janse
- 2005-2010: Jussi Jaatinen
- 2010-heden: Joost Geevers

## Composities, geschreven voor het UBE
2000: Quilt - Leo Samama